# Lauderdale County (Alabama)
Das Lauderdale County ist ein County im US-amerikanischen Bundesstaat Alabama. Im Jahr 2020 hatte das County 93.564 Einwohner und eine Bevölkerungsdichte von 51 Einwohnern pro Quadratkilometer. Der Verwaltungssitz (County Seat) ist Florence, benannt nach der italienischen Heimatstadt Florenz des Stadtplaners und Architekten Ferdinand Sannoner. Das County gehört zu den Dry Countys, was bedeutet, dass der Verkauf von Alkohol eingeschränkt oder verboten ist.

## Geografie
Das County liegt im äußersten Nordwesten von Alabama am rechten Ufer des Tennessee River, der im Westen die Grenze zu Mississippi bildet. Im Norden grenzt es an Tennessee. Das County hat eine Fläche von 1862 Quadratkilometern, wovon 128 Quadratkilometer Wasserflächen sind. An das Lauderdale County grenzen folgende Nachbarcountys:
| Hardin County (Tennessee)       | Wayne County (Tennessee), Lawrence County (Tennessee) | Giles County (Tennessee) |
| Tishomingo County (Mississippi) |                                                       | Limestone County         |
|                                 | Colbert County                                        | Lawrence County          |

## Geschichte
Die ersten Bewohner des heutigen Countys sind für die präkolumbische Epoche dokumentiert. Sie hinterließen Mounds, das sind künstlich geschaffene Hügel, entlang des Tennessee. Im 20. Jahrhundert wurden viele der Mounds durch den Bau von Staudämmen überflutet. Der größte erhaltene Mound im Tennessee-Tal steht in Florence und wird seit 1968 durch das Indian Mound and Museum erhalten und dokumentiert. Der knapp 13 m hohe Hügel wurde zwischen dem 2. und 4. vorchristlichen Jahrhundert in der Woodland-Periode erschaffen.
Lauderdale wurde als eines von acht Countys am 6. Februar 1818 auf Beschluss der State Legislature („Staats-Legislative“) des Alabama-Territoriums gebildet. Das dafür genutzte Land hatten die Cherokee und Chikasaw zwei Jahre zuvor an die Vereinigten Staaten abgetreten. Benannt wurde es nach Colonel James Lauderdale aus Tennessee, der am 23. Dezember 1814 bei der Schlacht von Talladega tödlich verwundet wurde. Die ersten weißen Siedler kamen aus Tennessee, Kentucky, Georgia, den beiden Carolinas und Virginia. Frühe Siedlungen waren unter anderem Waterloo, Rogersville, Green Hill und Florence, das zum County Seat bestimmt wurde und es bis heute ist. Als provisorisches Courthouse diente anfangs das Haus von William S. Fulton, dem ersten Richter in Lauderdale. Im Jahr 1822 wurde ein Gerichts- und Verwaltungsgebäude in Florence fertiggestellt. Dieses wurde 1899 abgerissen und an seiner Stelle ein neues Courthouse errichtet, das wiederum 1965 durch einen Neubau abgelöst wurde, der bis heute in Nutzung ist.

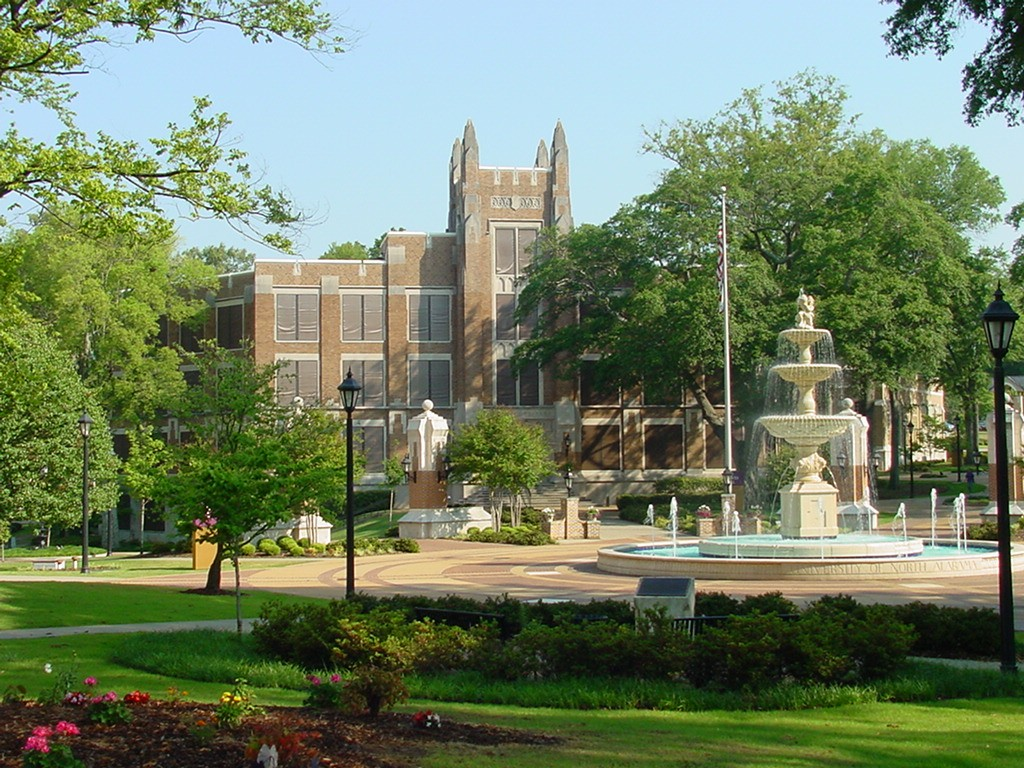
Harrison Plaza auf dem Campus der University of North Alabama (2007)

Im Jahr 1830 wurde im benachbarten Colbert County das LaGrange College als erstes seiner Art in Alabama gegründet. Erst ein akademischer Lehrbetrieb der Methodistischen Kirche ging es 1870 auf den Bundesstaat über. Im Jahr 1855 wurde die Einrichtung nach Florence verlegt und ist seit 1974 als University of North Alabama bekannt.
Bis weit in das 20. Jahrhundert hinein war das County dank seiner fruchtbaren Böden vor allem von Landwirtschaft geprägt. Erst wurden hauptsächlich Mais, Weizen und Hafer angebaut und Viehhaltung betrieben. Ab 1820 wurde die Baumwollproduktion mit ihrer typischen Plantagenwirtschaft die wichtigste Einnahmequelle. Ihr folgten damit verbundene weiterverarbeitende Industrien wie Textilfabriken. Als ein weiterer wichtiger Wirtschaftszweig kam Eisenerzgewinnung und dessen Weiterverarbeitung hinzu, der von der Industrialisierung in der zweiten Hälfte des 19. Jahrhunderts profitierte, die durch Wasserkraftwerke und Schleusen entlang des Tennessee Einzug hielt. In den 1930er Jahren versorgte die Tennessee Valley Authority das gesamte County sowie weitere mit hydroelektrischer Energie. Heute liegt der Schwerpunkt der Wirtschaft Lauderdales in der Metallfertigung, Gummiherstellung und chemischen Industrie. Das ökonomische Zentrum des Countys liegt in einer Metropolregion im Nordwesten Alabamas, die als The Shoals bekannt ist und neben Lauderdale durch das Colbert County gebildet wird. Zu dieser gehören die Städte Florence, Muscle Shoals, Tuscumbia und Sheffield.

## Demographische Daten

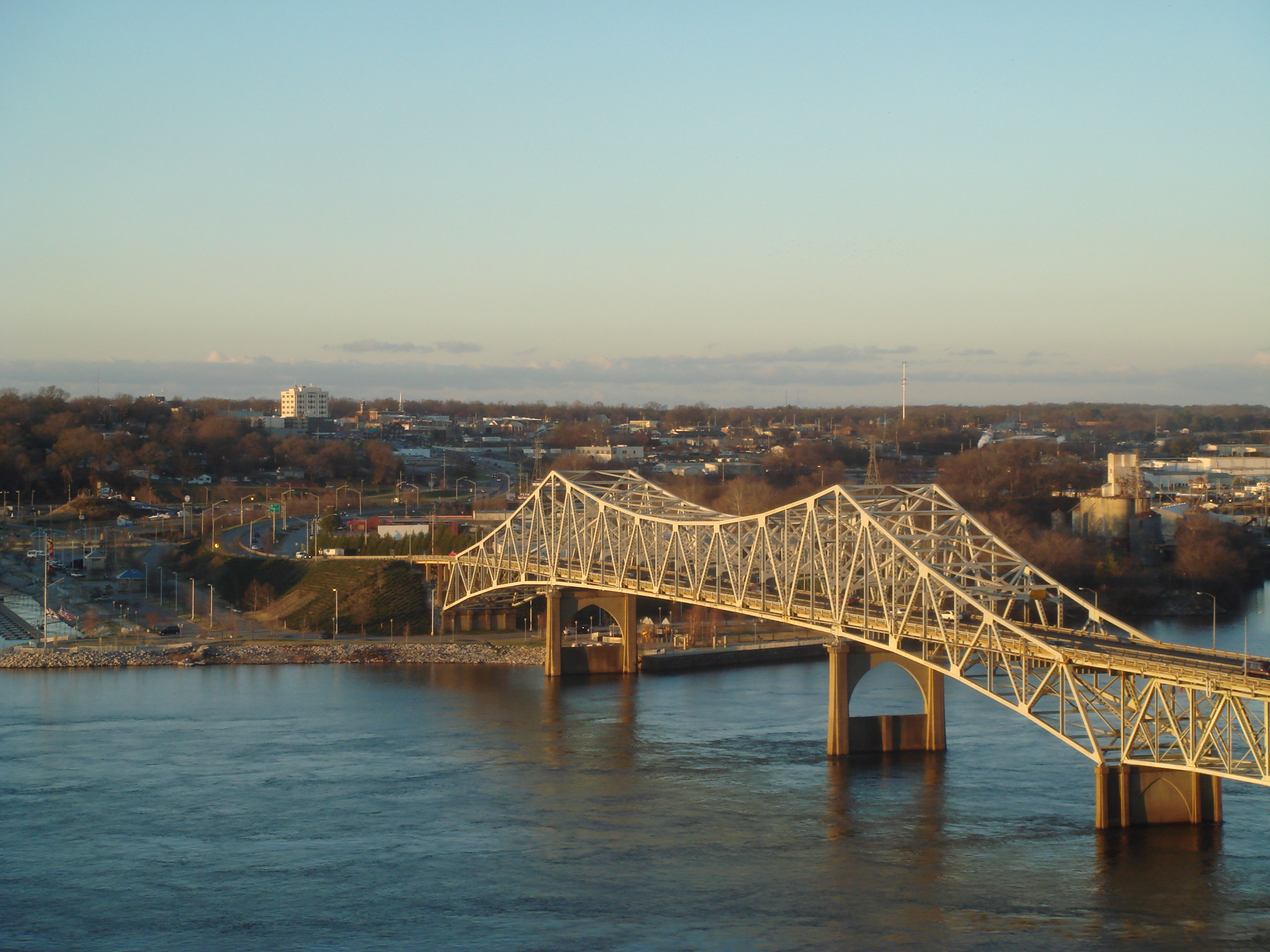
Die Oneil Bridge über den Tennessee River bei Florence

Nach der Volkszählung im Jahr 2010 lebten im Lauderdale County 92.709 Menschen in 37.713 Haushalten. Die Bevölkerungsdichte betrug 51 Einwohner pro Quadratkilometer. In den 37.713 Haushalten lebten statistisch je 2,38 Personen.
Ethnisch betrachtet setzte sich die Bevölkerung zusammen aus 87,1 Prozent Weißen, 10,3 Prozent Afroamerikanern, 0,4 Prozent amerikanischen Ureinwohnern, 0,8 Prozent Asiaten sowie aus anderen ethnischen Gruppen; 1,3 Prozent stammten von zwei oder mehr Ethnien ab. Unabhängig von der ethnischen Zugehörigkeit waren 2,4 Prozent der Bevölkerung spanischer oder lateinamerikanischer Abstammung.
21,3 Prozent der Bevölkerung waren unter 18 Jahre alt, 61,6 Prozent waren zwischen 18 und 64 und 17,1 Prozent waren 65 Jahre oder älter. 52,2 Prozent der Bevölkerung war weiblich.
Das jährliche Durchschnittseinkommen eines Haushalts lag bei 39.345 USD. Das Pro-Kopf-Einkommen betrug 22.341 USD. 17,7 Prozent der Einwohner lebten unterhalb der Armutsgrenze.

## Kultur und Sehenswürdigkeiten

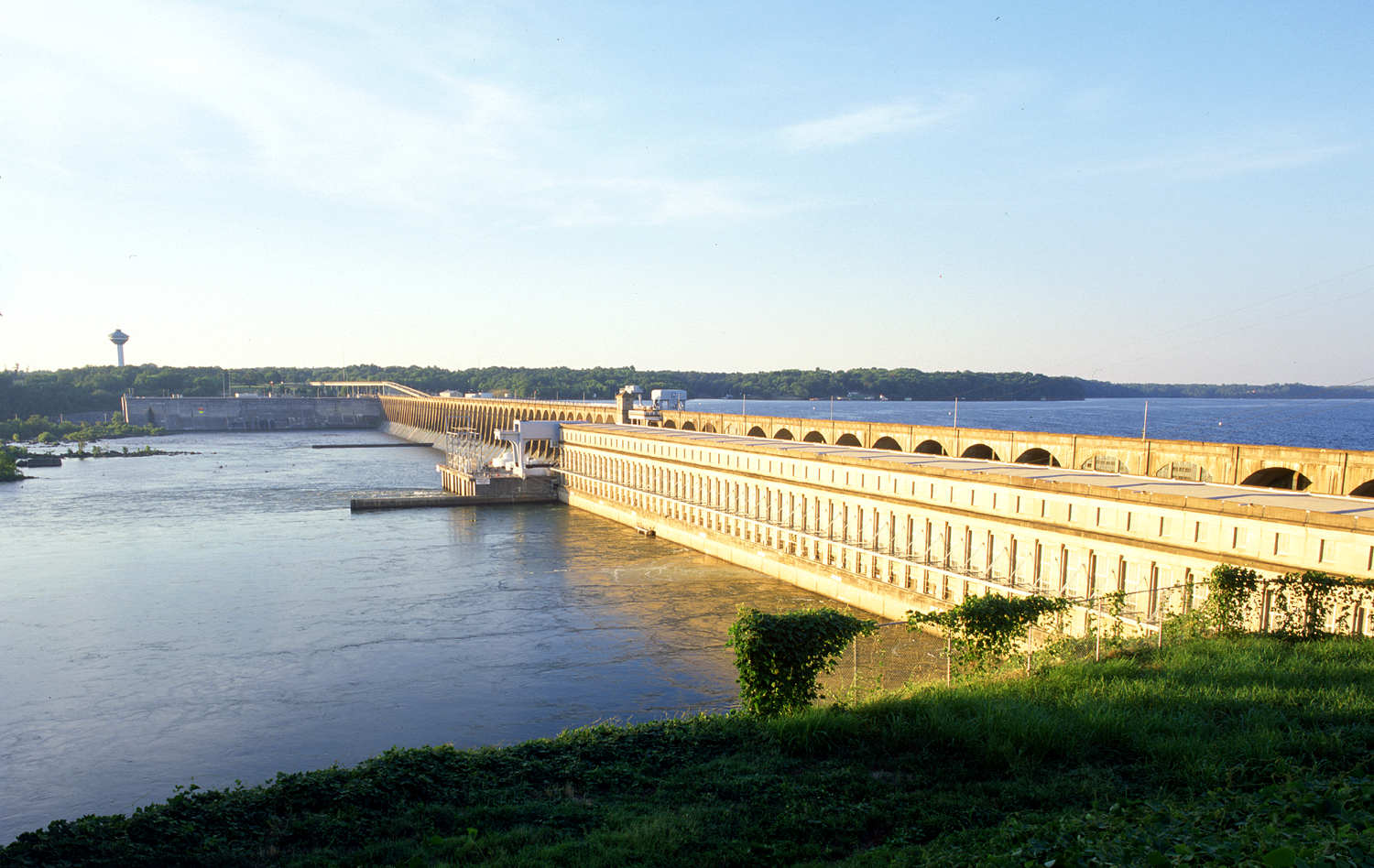
Talsperre Wilson (2013). Dieses Bauwerk hat seit November 1966 den Status eines National Historical Landmarks.

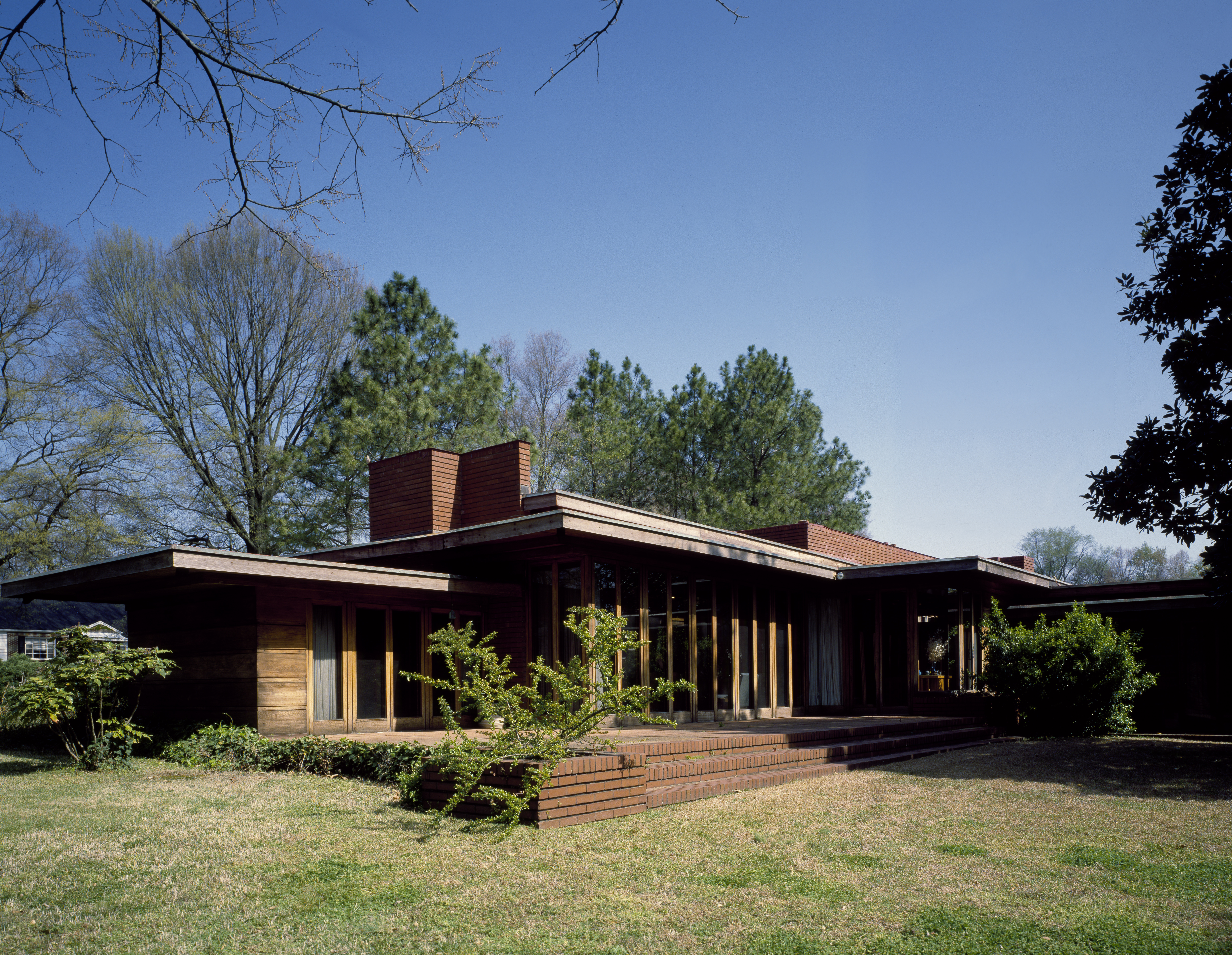
Rosenbaum House

33 Bauwerke und Stätten im County sind im National Register of Historic Places („Nationales Verzeichnis historischer Orte“; NRHP) eingetragen (Stand 3. April 2020), wobei die Talsperre Wilson den Status eines National Historic Landmarks („Nationales historisches Wahrzeichen“) hat. Von besonderer Bedeutung ist auch das Rosenbaum House, das von dem berühmten Architekten Frank Lloyd Wright 1940 errichtet wurde und heute als Museum besichtigt werden kann. Es ist seit Dezember 1978 im NRHP verzeichnet. Eine weitere Attraktion ist das Geburtshaus von W. C. Handy. Die Blockhütte ist im Stile des späten 19. Jahrhunderts eingerichtet und in ein größeres Museum zum Leben des Musikers und Komponisten integriert. Auch die Pope’s Tavern aus dem Jahr 1811 ist heute ein Museum. Das Gebäude diente erst als Taverne und im Amerikanischen Bürgerkrieg als Lazarett für die Confederate States Army und die Unionsarmee.

## Ortschaften im Lauderdale County
City
- Florence

Towns
| - Anderson - Killen - Lexington | - Rogersville - Saint Florian - Waterloo |

Census-designated places (CDP)
- Underwood-Petersville

Unincorporated Communities
| - Alexander Heights - Antioch - Aqua Vista - Arkdell - Bailey Springs - Bellemeade - Big Oak - Blackburn - Brooks Acres - Cedar Grove - Center Hill - Center Star - Central Heights - Cloverdale - Cloverdale Heights - Cypress Heights | - Dells Vista Shores - East Florence - East Killen - Elgin - Emerald Shores - Ferry Shores - Forest Hills - Grassy - Gravelly Springs - Green Hill - Greenbrier - Hickory Hills - Hideaway Hills - Hines - Holloway - Houstontown | - Indian Springs - Jacksonburg - Johnson Crossroads - Kimbrough Crossroads - Kingtown - Lake Coves - Lakeside Acres - Lakeside Highlands - Lauderdale Beach - Lock Six - Lock Three - Lovelace Crossroads - Mansion View - Mars Hill - McGee Town - Mitchelltown | - Murphy Cross Roads - North Florence - Northwood Hills - Oakland - Oliver - Pine Haven Shores - Pinedale Acres - Poplar Springs Branch - Pruitton - Rhodesville - Rivermont - Roberson Beach - Rose Park - Sharps Mill - Sherwood Forest - Shoals Acres | - Smithsonia - Springfield - Sullivan Crossroads - The Cedars - Thornton - Thorntontown - Threet - Toonersville - Upper Green Hill - Weeden Heights - Whitehead - Woodland - Wright - Zip City |

## Gliederung
Das Lauderdale County ist in sieben Census County Divisions (CCD) eingeteilt:
| CCD             | Einwohner (2010) | FIPS     |
| --------------- | ---------------- | -------- |
| Cloverdale CCD  | 6563             | 01-90657 |
| Florence CCD    | 50.499           | 01-91143 |
| Killen CCD      | 16.161           | 01-91782 |
| Lexington CCD   | 4480             | 01-91872 |
| Oakland CCD     | 4023             | 01-92412 |
| Rogersville CCD | 8630             | 01-92772 |
| Waterloo CCD    | 2353             | 01-93384 |